# Rémálom-sziget
A Rémálom-sziget (eredeti cím: Magic Magic) 2013-ban bemutatott amerikai-chilei horror-thriller, amelyet Sebastián Silva írt és rendezett. A főszerepet Juno Temple, Emily Browning, Michael Cera és Catalina Sandino Moreno alakítja.
A filmet 2013. január 22-én mutatták be a 2013-as Sundance Filmfesztiválon. A 2013-as cannes-i fesztiválon is leadták.

## Cselekmény
Egy naiv fiatal turista barátaival tett chilei útja ébrenléti rémálommá válik.

## Szereplők
| Szerep  | Színész                 | Magyar hang       |
| ------- | ----------------------- | ----------------- |
| Alicia  | Juno Temple             | Szabó Zselyke     |
| Sara    | Emily Browning          | Csifó Dorina      |
| Brink   | Michael Cera            | Fekete Zoltán     |
| Bárbara | Catalina Sandino Moreno | Sipos Eszter Anna |
| Agustín | Agustín Silva           | Czető Roland      |

## Fordítás
- Ez a szócikk részben vagy egészben  a   Magic Magic (2013 film) című angol Wikipédia-szócikk fordításán alapul.  Az eredeti cikk szerkesztőit annak laptörténete sorolja fel. Ez a jelzés csupán a megfogalmazás eredetét és a szerzői jogokat jelzi, nem szolgál a cikkben szereplő információk forrásmegjelöléseként.